# Пію темний
Пію темний (Synallaxis moesta) — вид горобцеподібних птахів родини горнерових (Furnariidae). Мешкає в Андах.

## Опис
Довжина птаха становить 16-17 см, вага 20-25 г. Верхня частина тіле темна, оливково-коричнева. Тім'я яскраво-руде, лоб темний. Темні обличчя і горло розділені білою смугою. Крила руді, хвіст каштановий. Нижня частина тіла сіра (у представників підвиду S. m. brunneicaudalis темно-сіра).

## Підвиди
Виділяють три підвиди:
- S. m. brunneicaudalis Sclater, PL, 1858 — крайній південь Колумбії (південний схід Нариньйо), Еквадор і північно-східне Перу (Амазонас, Сан-Мартін, захід Лорето);
- S. m. moesta Sclater, PL, 1856 — центральна Колумбія (південь Касанаре, північний захід Мети);
- S. m. obscura Chapman, 1914 — південна Колумбія (Какета, Путумайо).

## Поширення і екологія
Темні пію мешкають у східних передгір'ях Анд в Колумбії, Еквадорі і Перу. Вони живуть в густому підліску вологих рівнинних тропічних лісів, на узліссях, в чагарникових і бамбукових заростях. Зустрічаються парами, на висоті від 250 до 1350 м над рівнем моря.

## Збереження
МСОП класифікує стан збереження цього виду як близький до загроливого. Темним пію загрожує знищення природного середовища.